# Prohendelia orientalis
Prohendelia orientalis är en tvåvingeart som beskrevs av Frey 1960. Prohendelia orientalis ingår i släktet Prohendelia och familjen träflugor.
Artens utbredningsområde är Myanmar. Inga underarter finns listade i Catalogue of Life.